# Metolius
Metolius è una città degli Stati Uniti d'America situata nell'Oregon, nella Contea di Jefferson.